# Mystic Pizza
Mystic Pizza je americká romantická komedie z roku 1988, který režíroval Donald Petrie. V hlavních rolích hrají Annabeth Gish, Julia Robertsová a Lili Taylorová. Dále hrají: Vincent D'Onofrio, William R. Moses, Adam Storke a Conchata Ferrell.
Jde o příběh tří dívek (z toho dvou portugalských sester), servírek, které pracují v místní restauraci - portugalské pizzerii s názvem Mystic Pizza. Námět a scénář vytvořila hollywoodská scenáristka Amy Holden Jones podle skutečné turisticky vyhledávané místní pizzerie z roku 1973.

## Zajímavostí
- Děj filmu se odehrává v přímořském městečku Mystic ve státě Connecticut v Nové Anglii.
- V tomto filmu debutoval Matt Damon, který zde hrál pouze malou roli.
- Jde o snímek, kde si první hlavní vážnější roli zahrála, tehdy začínající, mladá Julia Robertsová, která zde hraje americkou Portugalku.

## Hrají
- Annabeth Gish - Kat Araujo
- Julia Robertsová - Daisy Araujo
- Lili Taylor - Jojo Barboza
- Vincent D'Onofrio - Bill
- William R. Moses - Tim Travers
- Adam Storke - Charles Gordon Windsor, Jr.
- Conchata Ferrell - Leona
- Joanna Merlin - Mrs. Araujo
- Porscha Radcliffe - Phoebe Travers
- Arthur Walsh - Manny
- John Fiore - Jake
- Matt Damon - Steamer